# Чжао Шули
Чжа́о Шули́ (кит. упр. 赵树理; 24 сентября 1906, Циньшуй, Империя Цин — 23 сентября 1970, Тайюань, Шаньси, КНР) — китайский писатель, литератор и политик. Член Союза китайских писателей. Депутат Всекитайского собрания народных представителей I, II и III созыва.

## Биография

### Происхождение
Родился в 1906 году в уезде Циньшуй, провинции Шаньси, в крестьянской семье. Учился в педагогическом училище. Изначально носил имя 趙樹禮, которое произносилось так же, как и его литературный псевдоним, но писалось иными иероглифами.

### Литературная деятельность
Среди крупных повестей Чжао: «Женитьба Маленького Эрхея» (кит. 小二黑結婚); «Песенки Ли Юцая» (кит. 李有才板話); «Судьба наследства Ли» (кит. 李家莊的變遷); «Трёхмильный залив» (кит. 三里灣). Действие его прозаических произведений обычно разворачивается в сельской местности Северного Китая. В этой обстановке, Чжао исследует дилеммы и конфликты, с которыми сталкиваются местные жители в условиях социальных перемен, происходящих на территориях, занятых коммунистами. Эти повести были переведены на русский язык. Создавая мастерские психологические портреты героев, Чжао в то же время, как партийный активист, всячески восхваляет «прогрессивные преобразования» маоистов на занятых ими территориях в 1940-е годы, а негативные стороны новой власти рассматривает как пережитки прошлого и перегибы отдельных деятелей. Чжао основал литературное движение Шаньяодан (山藥蛋派), которое оказало существенное влияние на китайскую литературу XX века.
В рассказах «Мэн Сянъин начинает новую жизнь» (1944), «История Фугуя» (1946), «Регистрация брака» (1950), в повести «Перемены в Лицзячжуане» (1946; русский перевод — 1949), а также в романе «Деревня Саньливань» (1955) Чжао Шули также пишет о преобразованиях в китайской деревне в результате коммунистических реформ.
В числе последних произведений писателя — рассказы «Закаляться, закаляться надо» (1958), «Руки, не привыкшие к перчаткам» (1960), «Взаимопроверка» и «Чжан Лайсин» (1962; в русском переводе — «Крепкая кость»).

### Политическая деятельность
За прокоммунистическую деятельность арестовывался гоминьдановскими властями.
С середины 1930-х годов занимал партийные должности на территориях, контролируемых маоистами в Северном Китае.
В 1949 и 1958 годах посещал СССР.
Чжао был членом Исполнительного комитета Союза китайских писателей, а также занимал должности директора Общества китайских авторов, председателя Общества китайских поэтов, был редактором журналов «Народное искусство» (кит. 曲藝; произн. Цюи)  и «Народная литература» (кит. 人民文學; произн. Жэньминь Веньсюэ).
Он был также делегатом VIII съезда Коммунистической партии Китая, и депутатом Всекитайского собрания народных представителей I, II и III созыва.
В 1964 году подвергнут публичной критике, а с 1967 года находился под домашним арестом и исчез из публичной жизни (в советских источниках считался с этого времени погибшим).
Умер в 1970 году, находясь под домашним арестом, в результате преследований, развёрнутых против китайской интеллигенции и других «неугодных» во время культурной революции в Китае.

## Сочинения
- Чжао Шу-ли. Песенки Ли Ю-цая. — М.: Издательство Наука, Главная редакция восточной литературы, 1974. — с. 11-68.
- Чжао Шули. Регистрация брака // Избранные произведения писателей Дальнего Востока.  (пер. Дмитрий Николаевич Воскресенский, ...) (и.с. Библиотека избранных произведений писателей Азии и Африки)